# Islamismo na França
O Islã é a segunda religião mais amplamente professada na França (atrás apenas do Cristianismo). A França tem o maior número de muçulmanos no mundo ocidental, principalmente devido à migração de países do Magrebe, da África Ocidental e do Oriente Médio. De acordo com o Pew Research Center, os muçulmanos constituem 8,8% da população da França, totalizando 5,7 milhões de pessoas. Esses números também correspondem às estimativas da CIA para o número de muçulmanos na França. A empresa de pesquisa francesa IFOP estimou em 2016 que os muçulmanos franceses somam entre 3 e 4 milhões, e afirmou que os muçulmanos representam 5,6% dos franceses com mais de 15 anos e 10% dos menores de 25 anos. De acordo com a última pesquisa do Eurobarômetro (2019), por outro lado, a população muçulmana na França é de 5% da população total.
A maioria dos muçulmanos na França pertence à denominação sunita. A grande maioria dos muçulmanos franceses é de origem imigrante, enquanto cerca de 100.000 são convertidos ao Islamismo de origem francesa étnica indígena. A região ultramarina francesa de Mayotte tem uma população de maioria muçulmana.
De acordo com uma pesquisa da qual participaram 537 pessoas de origem muçulmana, 39% dos muçulmanos na França pesquisados pelo grupo de pesquisa IFOP disseram que observavam as cinco orações diárias do Islã em 2008, um aumento constante de 31% em 1994, de acordo com o estudo publicado no diário católico La Croix. A participação nas orações de sexta-feira na mesquita aumentou para 23% em 2008, de 16% em 1994, enquanto a observância do Ramadã atingiu 70% em 2008 em comparação com 60% em 1994. O consumo de álcool, que o Islã proíbe, também diminuiu de 39% para 34%.

## Imigrantes
Em 1492, parte dos muçulmanos expulsos da Espanha no final do processo de Reconquista foram acolhidos em território francês, acolhimento somente permitido para os mais ricos e instruídos.
Em 1542, no contexto da aliança entre Francisco I e Solimão, o Magnífico, milhares de militares muçulmanos desembarcaram na França e alguns desses permaneceriam em território francês, incrementando a comunidade muçulmana naquele país.
O domínio colonial francês sobre países muçulmanos criou condições para a imigração de muçulmanos para a França. Durante a Primeira Guerra Mundial, cerca de 132.000 imigrantes norte-africanos vieram trabalhar na França continental e outros foram alistados no exército.
Durante as décadas de 1950 e 1960, houve um aumento no ingresso de imigrantes oriundos do norte da África, empregados por meio de contratos de trabalho temporários. Tratava-se de uma mão-de-obra masculina, jovem, pouco qualificada, que ocupava os postos de trabalho que os franceses não tinham interesse. Entretanto, ficavam apenas temporariamente na França e enviavam recursos financeiros para suas famílias que permaneciam nos países de origem.
Por outro lado, os árabes que se juntavam ao exército francês ganhavam cidadania francesa e, desse modo, podiam emigrar definitivamente para a França. Em 1962, com a derrota francesa na Guerra de Independência Argelina, muitos desses imigraram definitivamente para a França.